# 1723 a tudományban
Az 1723. év a tudományban és a technikában.

## Születések
- február 17. - Tobias Mayer térképész, fizikus, csillagász. († 1762)
- április 30. - Mathurin Jacques Brisson zoológus († 1806)
- június 16. - Adam Smith közgazdász († 1790)

## Halálozások
- február 25. – Sir Christopher Wren építész, matematikus, csillagász (* 1632)
- augusztus 30. - Antonie van Leeuwenhoek a mikroszkóp úttörője (* 1632)